# Francesca Caccini
Francesca Caccini ( n. 18 septembrie 1587, Florența — d. 1640, Florența) a fost o cântăreață și compozitoare italiană.
1. ↑  Francesca Caccini, Musicalics
2. ↑  Autoritatea BnF, accesat în 10 octombrie 2015
3. ↑  Dizionario Biografico degli Italiani, accesat în 27 iunie 2018
4. ↑  Francesca Caccini, FemBio-Datenbank[*]
5. 1 2  Francesca Caccini, SNAC, accesat în 9 octombrie 2017
6. ↑  „Francesca Caccini”, Gemeinsame Normdatei, accesat în 12 decembrie 2014
7. ↑  „Francesca Caccini”, Gemeinsame Normdatei, accesat în 15 octombrie 2015
8. ↑  „Francesca Caccini”, Gemeinsame Normdatei, accesat în 31 decembrie 2014
9. ↑  MSR / Kacicini[*] Verificați valoarea |titlelink= (ajutor)
10. ↑  Autoritatea BnF, accesat în 10 octombrie 2015